# Бургуй
Бургуй (рос. Бургуй) — улус Закаменського району, Бурятії Росії. Входить до складу Сільського поселення Бургуйське.
Населення — 517 осіб (2015 рік).